# A Couple of Song and Dance Men
A Couple of Song and Dance Men – winylowy album studyjny z 1975 roku autorstwa Binga Crosby'ego i Freda Astaire'a wydany przez United Artists Records. Został nagrany w lipcu 1975 roku w Music Center w Wembley, w Londynie.

## Nagrywanie albumu
Fred Astaire zgodził się na prośbę producenta Kena Barnesa na nagranie dwóch długogrających albumów w Londynie. Kiedy okazało się, że wizyta Astaire'a zbiegnie się z pobytem Binga Crosby'ego w Wielkiej Brytanii, Barnes uzyskał zgodę obu artystów na wspólne nagranie albumu. Podczas trzech porannych sesji, odbywających się w kolejnych dniach (15, 16 i 17 lipca 1975), nagrali trzynaście utworów, z których jedenaście to duety, a dwa to solówki.

## Lista utworów

### Pierwsza strona
| 1. | „Roxie”                                                              | 2:50  |
|    |                                                                      |       |
| 2. | „Top Billing”                                                        | 3:16  |
|    |                                                                      |       |
| 3. | „Sing”                                                               | 3:22  |
|    |                                                                      |       |
| 4. | „It's Easy to Remember (And So Hard to Forget)” (tylko Fred Astaire) | 3:06  |
|    |                                                                      |       |
| 5. | „In the Cool, Cool, Cool of the Evening”                             | 3:22  |
|    |                                                                      |       |
| 6. | „Pick Yourself Up”                                                   | 5:04  |
|    |                                                                      |       |
|    |                                                                      | 21:00 |
|    |                                                                      |       |

### Druga strona
| 1. | „How Lucky Can You Get”               | 3:30  |
|    |                                       |       |
| 2. | „I've a Shooting Box in Scotland”     | 2:43  |
|    |                                       |       |
| 3. | „Change Partners” (tylko Bing Crosby) | 2:52  |
|    |                                       |       |
| 4. | „Mr. Keyboard Man (The Entertainer)   | 2:47  |
|    |                                       |       |
| 5. | „Spring, Spring, Spring”              | 4:02  |
|    |                                       |       |
| 6. | „A Couple of Song and Dance Men”      | 4:02  |
|    |                                       |       |
| 7. | „Top Billing” (reprise; finale)       | 1:48  |
|    |                                       |       |
|    |                                       | 21:44 |
|    |                                       |       |

## Twórcy
- Bing Crosby (wokal)
- Fred Astaire (wokal)
- Ken Barnes (producent)
- Pete Moore (aranżer)